# Gustav Klimt
Gustav Klimt (Baumgarten, 14 luglio 1862 – Vienna, 6 febbraio 1918) è stato un pittore austriaco, uno dei più significativi artisti della secessione viennese.

## Biografia

### La giovinezza e la formazione artistica

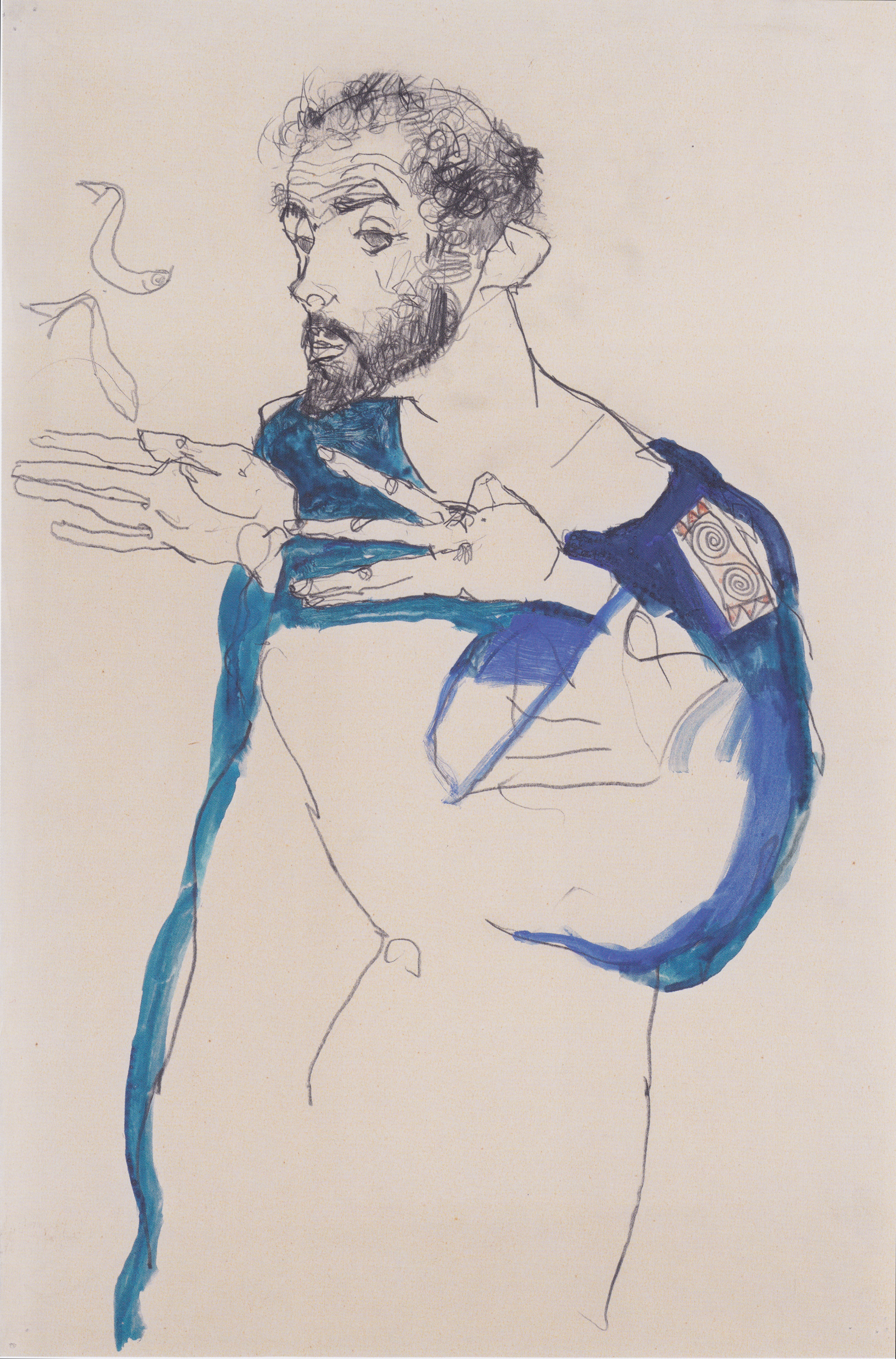
Egon Schiele, Gustav Klimt nella sua camicia blu per dipingere (1913)

Gustav Klimt nacque il 14 luglio 1862 a Baumgarten, allora sobborgo di Vienna, secondo di sette fratelli (quattro femmine e tre maschi). Il padre Ernst Klimt (1834-1892), nativo della Boemia, era un orafo; la madre, Anna Finster (1836-1915), era una donna colta e versata nella musica lirica. Tutti i figli maschi della famiglia Klimt riveleranno in futuro una forte inclinazione per l'arte. I fratelli minori di Gustav, Ernst e Georg, diverranno anch'essi artisti: Ernst diventerà un  pittore e lavorerà con il fratello Gustav fino alla sua morte (il 9 dicembre del 1895 all'età di 28 anni), Georg seguirà le orme del padre, diventando orefice. Gustav frequentò per otto anni la scuola primaria nel settimo distretto comunale di Vienna e successivamente, nel 1876, malgrado le pressanti ristrettezze economiche, il quattordicenne Gustav venne ammesso a frequentare la scuola d'arte e mestieri dell'Austria (Kunstgewerbeschule), dove studiò arte applicata fino al 1883, cominciando a formare personali orientamenti di gusto e imparò a padroneggiare diverse tecniche artistiche, dal mosaico alla ceramica, nel rispetto dei canoni accademici e della storia dell'arte del passato; fondamentale fu qui l'influenza esercitata da Ferdinand Laufberger e Hans Makart, sui quali condusse i primi studi.
I frutti di tanto arricchimento non poterono tardare: già tre anni dopo, al giovane Gustav venne commissionata la decorazione del cortile del Kunsthistorisches Museum, su progetto dello stesso Laufberger. Da questo momento in poi, gli incarichi iniziarono a moltiplicarsi: nel 1880 dipinse le quattro allegorie del Palazzo Sturany a Vienna e il soffitto della Kurhaus di Karlsbad, mentre tra il 1886 e il 1888 si dedicò, con il fratello e l'amico Franz von Matsch, alla decorazione del Burgtheater, in una serie di pannelli raffiguranti teatri dell'antichità o del mondo contemporaneo. I tre iniziarono a guadagnare ben presto notorietà negli ambienti artistici e le commissioni dei primi ritratti garantiranno loro discreto successo e tranquillità economica.
A testimonianza del suo riconoscimento artistico, nel 1888 Klimt ricevette una benemerenza ufficiale dall'imperatore Francesco Giuseppe e le università di Monaco e Vienna lo nominarono membro onorario. Nel 1892, a pochi mesi dalla morte del padre, anche il fratello Ernst morì improvvisamente: a questi lutti, che lasciarono un segno profondo anche nella sua produzione artistica, seguirono ben sei anni d'inattività. Nello stesso periodo avvenne l'incontro con Emilie Flöge che, pur essendo a conoscenza delle relazioni che il pittore intratteneva con altre donne (negli anni novanta del XIX secolo Klimt sarà il padre riconosciuto di almeno quattordici figli), gli sarà compagna fino alla morte. Nel quadro intitolato Amore, del 1895, si presentano già alcune caratteristiche di forma e contenuti che accompagneranno Klimt per tutta la sua carriera.

### L'astro del secessionismo viennese

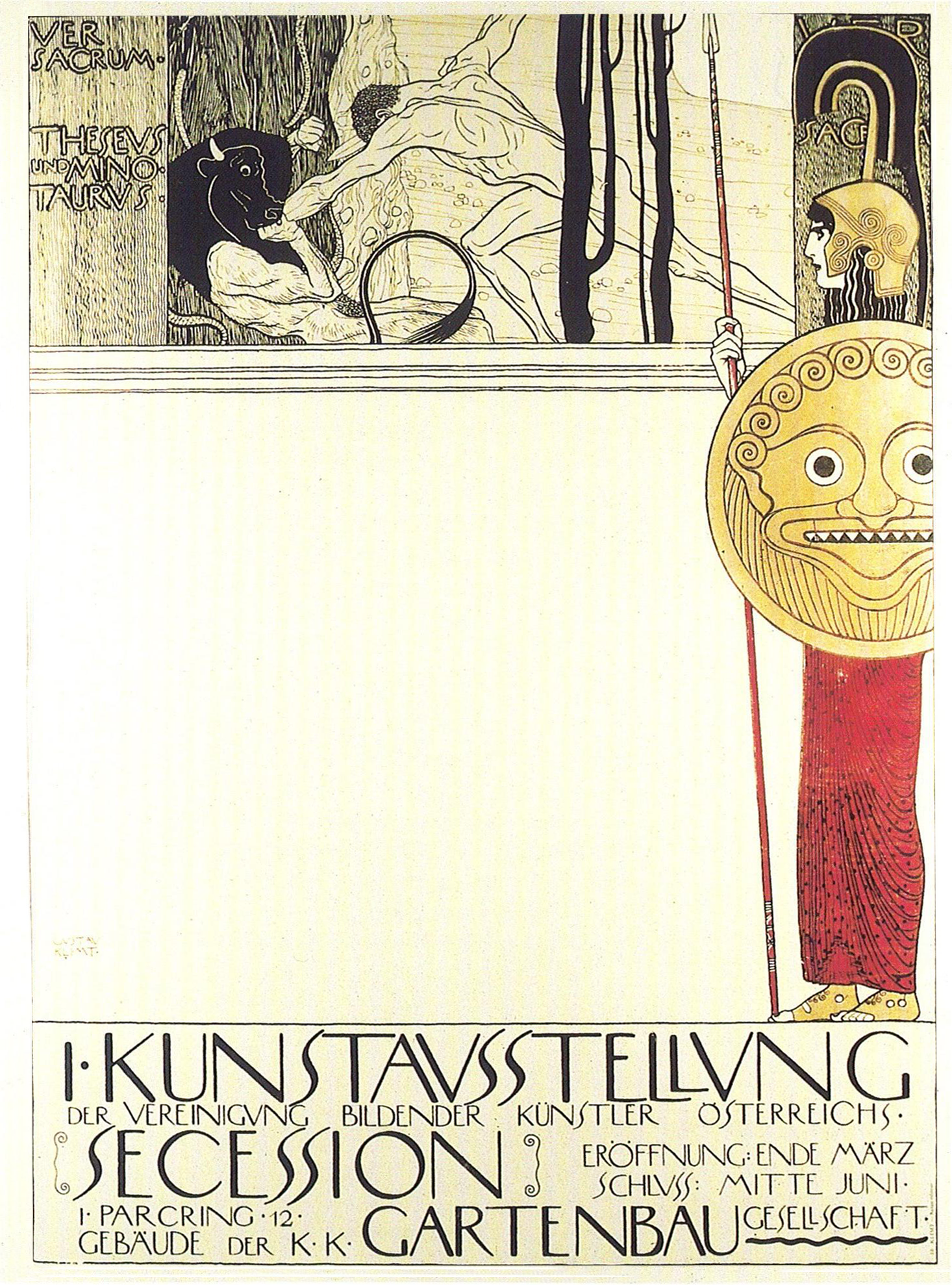
Manifesto di Klimt per la rivista Ver Sacrum

Tuttavia, sempre più in contrasto con i rigidi canoni accademici, nel 1897 Klimt fondò insieme ad altri diciannove artisti la Wiener Secession (Secessione viennese), attuando anche il progetto di un periodico-manifesto del gruppo, Ver Sacrum (Primavera sacra), del quale verranno pubblicati 96 numeri, fino al 1903. Gli artisti della Secessione aspiravano, oltre a portare l'arte al di fuori dei confini della tradizione accademica, in un florilegio di arti plastiche, design e architettura, anche a una rinascita delle arti e dei mestieri: non vi era uno stile prediletto, sicché sotto l'egida di questo gruppo si riunirono i simbolisti, i naturalisti e i modernisti. Il simbolo del Secessionismo era la Pallade Atena, dea greca della saggezza e delle buone cause, che Klimt raffigurerà nel 1898 in uno dei suoi capolavori.
Nel 1894 l'università di Vienna commissionò all'artista la decorazione del soffitto dell'aula magna sul tema illuminista del Trionfo della Luce sulle Tenebre, da sviluppare su tre facoltà: Filosofia, Medicina e Giurisprudenza. I lavori furono rimandati per anni e, quando i pannelli vennero presentati, vennero rifiutati e aspramente criticati dai committenti, che avevano immaginato una sobria rappresentazione del progresso della cultura, ma che si ritrovarono un turbinio di corpi sensuali. Noncurante delle critiche, in quel giro d'anni Klimt realizzò anche il Fregio di Beethoven, concepito per la quattordicesima mostra secessionista viennese, allestita dall'aprile al giugno 1902 nei locali del Palazzo della Secessione: questo trionfo di immagini visionarie, enigmatiche, dionisiache, che sottintende le angosce e le aspirazioni dell'uomo moderno, è una delle migliori testimonianze del genio provocatore di Klimt, che da lì a poco verrà travolto dall'uragano artistico da lui stesso causato.

### Il periodo aureo
Nel 1903 Klimt si recò due volte a Ravenna, dove conobbe lo sfarzo dei mosaici bizantini: l'oro musivo, eco dei lavori del padre e del fratello in oreficeria, gli suggerì un nuovo modo di trasfigurare la realtà e modulare le parti piatte e plastiche con passaggi tonali, dall'opaco al brillante. Fu dal connubio tra la ricchezza dei mosaici ravennati e i neonati Wiener Werkstätte (Laboratori viennesi), ai quali l'artista si avvicinò tornato in patria, che nacquero alcuni dei capolavori klimtiani più celebri, come Giuditta I (1901), il Ritratto di Adele Bloch-Bauer I (1907) e Il bacio (1907-08), tutte opere dove Klimt si presenta convertito all'oro di Bisanzio.
È il dominio dell'oro che contraddistingue le tele del cosiddetto «periodo aureo» o «dorato» di Klimt, che è ormai prossimo ai quarant'anni. Altre peculiarità delle opere del periodo aureo sono la spiccata bidimensionalità del loro stile, che si arricchisce dando maggiore risalto al linearismo, l'impiego di pregnanti simbolismi e la prevalenza di figure femminili, che il pennello di Klimt ricolma di un armonioso erotismo. Al periodo aureo appartengono numerose opere dell'artista viennese: di queste, oltre quelle già citate, degne di nota sono Le tre età della donna (1905), la Danae (1907-1908) e L'albero della vita (1905-1909), a sua volta facente parte del più ampio progetto decorativo di Palazzo Stoclet.
Il periodo aureo si chiuse nel 1909 con l'esecuzione di Giuditta II, seconda raffigurazione dell'eroina ebrea che liberò la propria città dalla dominazione assira: l'opera, caratterizzata da cromie più scure e forti, darà infatti avvio al cosiddetto "periodo maturo" dell'artista.

### Il periodo maturo e la morte

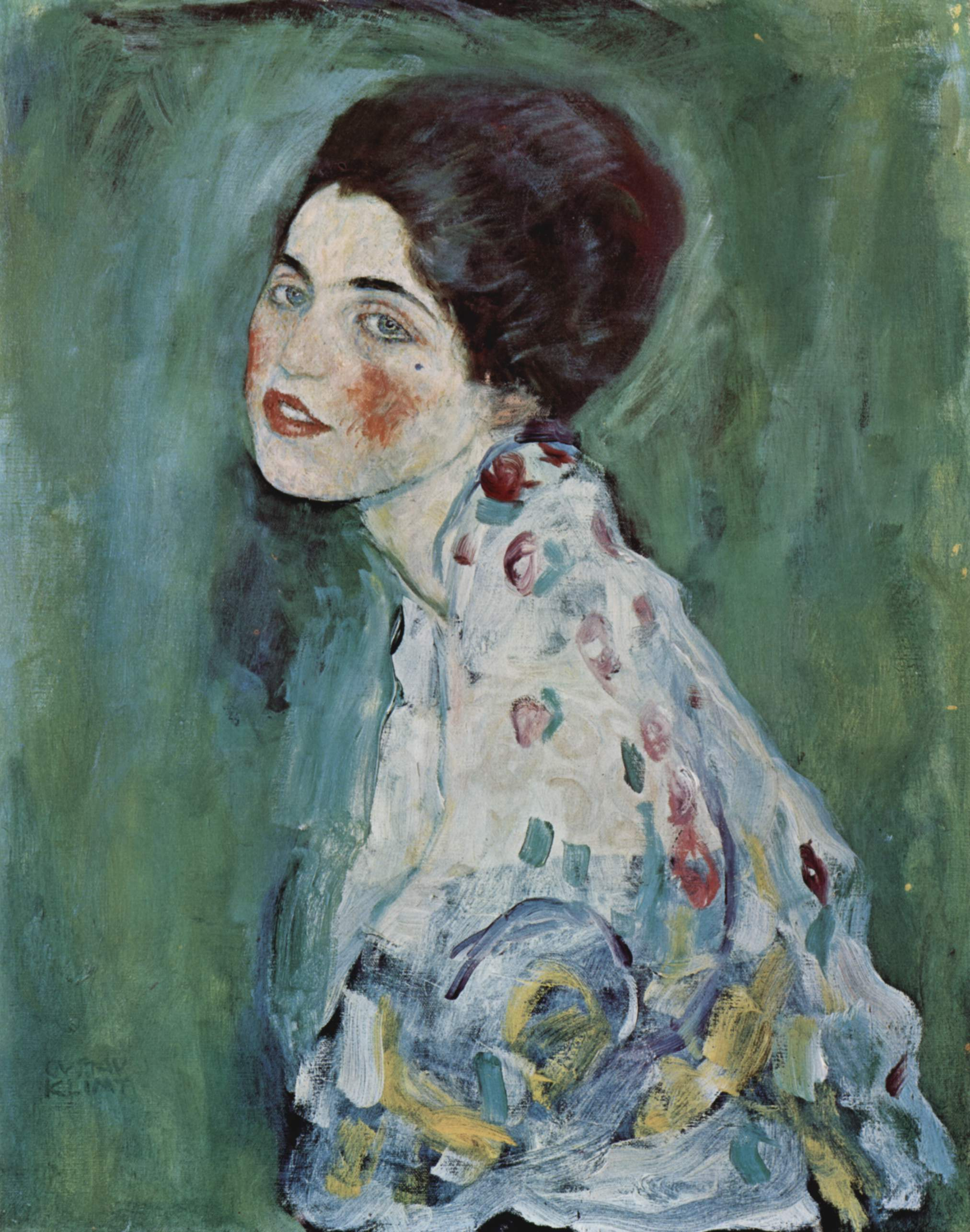
Ritratto di signora olio su tela (60×55 cm) (1916-17; Piacenza, Galleria Ricci-Oddi)

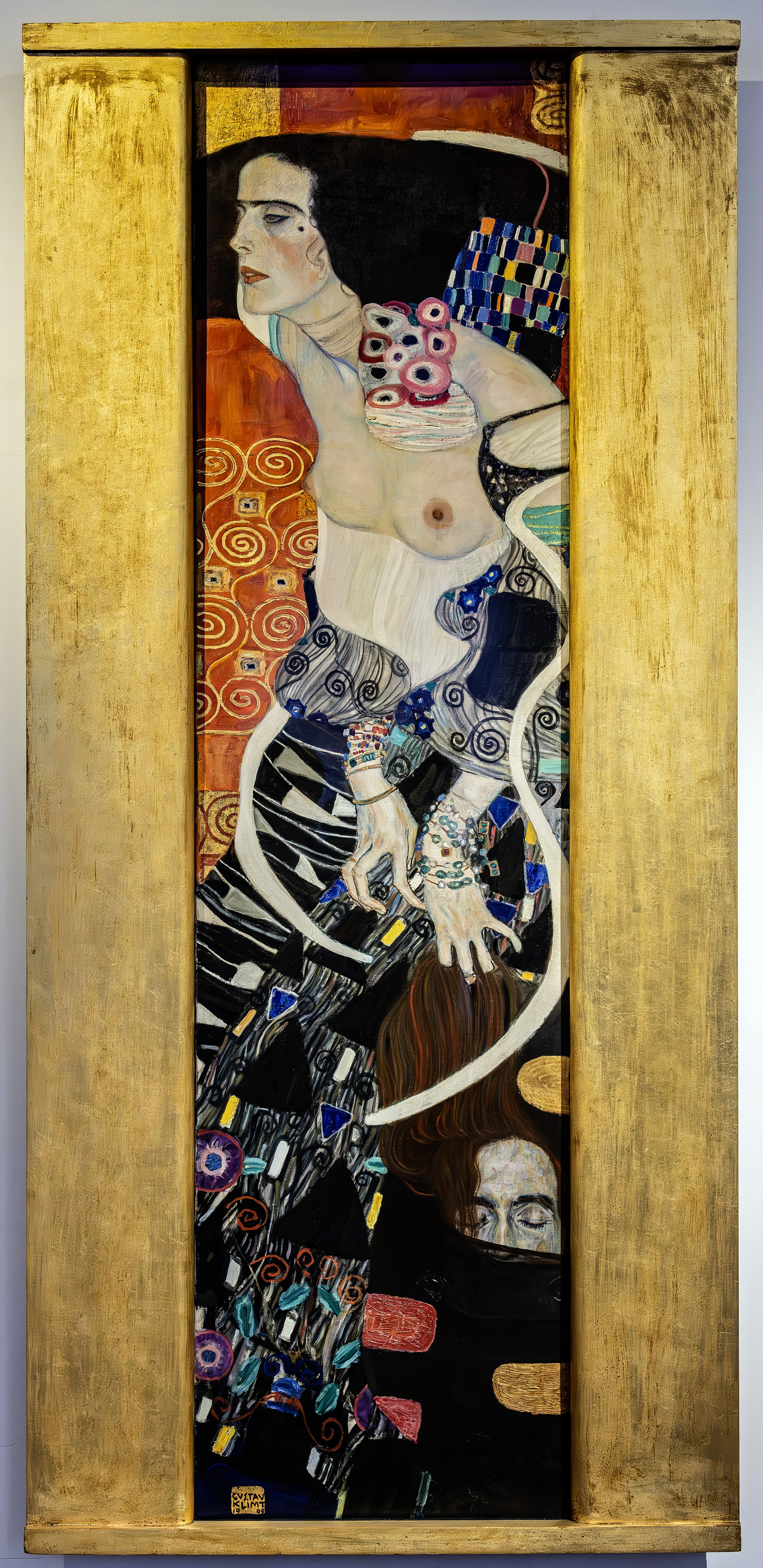
Giuditta II (1909)

Dopo la stesura di Giuditta II nel 1909, Klimt ebbe un periodo di crisi esistenziale e artistica. Il mito della Belle Époque era ormai giunto al tramonto, così come i fasti dell'Impero austro-ungarico, che collasserà definitivamente con lo scoppio della prima guerra mondiale. Analogamente, Klimt iniziò a mettere in discussione la legittimità della propria arte, soprattutto quando venne a contatto con la produzione di artisti come Van Gogh, Matisse, Toulouse-Lautrec: dal punto di vista stilistico, il "periodo maturo" (o "terza fase klimtiana", detto anche periodo fiorito) è caratterizzato dalla fusione di queste influenze e dall'abbandono del fulgore dell'oro e delle eleganti linee Art Nouveau.
Determinante per questa contaminazione fu anche l'incontro con la pittura espressionista, che in ambito viennese trovò due grandi interpreti: Egon Schiele e Oskar Kokoschka, già suoi allievi. Notevole fu anche il decisivo influsso esercitato dall'Impressionismo, che emerge nei diversi paesaggi che Klimt dipinse in questo periodo e che ricordano molto da vicino la maniera di Claude Monet.

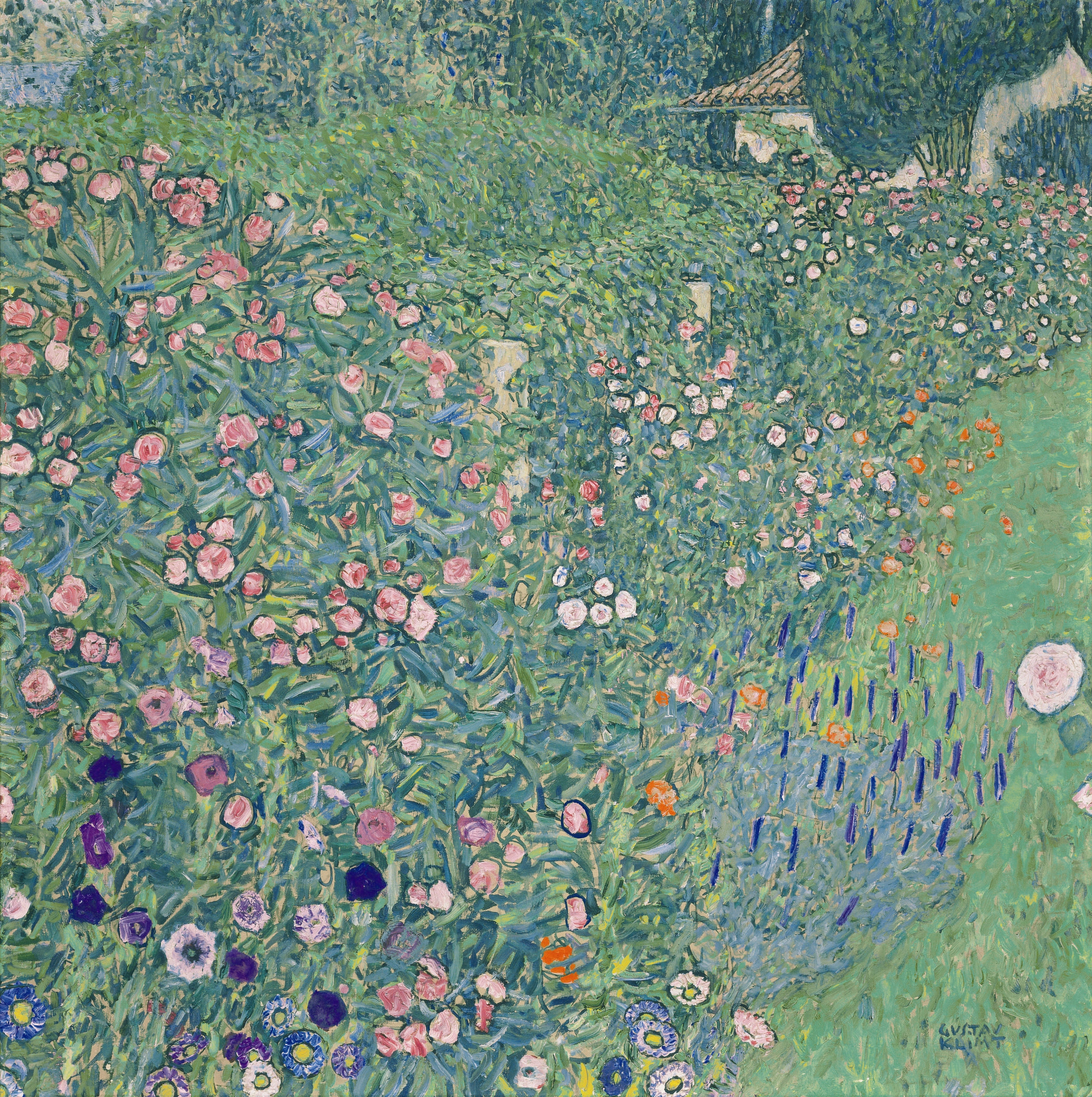
Paesaggio italiano (1913)

Scopo di Klimt in questo periodo, infatti, era quello di ricercare una modalità espressiva meno sofisticata e più spontanea: egli rispose a quest'esigenza adottando una tavolozza più colorata, con cromatismi più accesi, e minimizzando (come già accennato) l'uso dell'oro e delle linee. Nonostante i profondi mutamenti di questi anni, l'artista viennese fu espositore alla Biennale di Venezia nel 1910, vincendo pure nel 1911 il primo premio dell'Esposizione Internazionale di Arte di Roma con Le Tre Età della Donna. Poco prima di morire, tra il 1916 e il 1917, dipinse Ritratto di signora, che fu acquistato nel 1925 dall’industriale piacentino Giuseppe Ricci Oddi per 30000 lire dal gallerista milanese Luigi Scopinich che, a sua volta, lo aveva acquistato a Vienna dal suo "collega" Gustav Nebehay.
L'attività di Klimt si interruppe l'11 gennaio 1918 quando, di ritorno da un viaggio in Romania, fu colpito da ictus e polmonite dovuta all'epidemia di influenza spagnola di quell'anno. Morì dopo un mese di agonia, il 6 febbraio. Schiele (che, con Kokoschka, era considerato suo successore ideale sulla scena artistica viennese) lo ritrasse a pastello sul letto di morte. Fu sepolto nel cimitero di Hietzing a Vienna. Numerosi suoi dipinti rimasero non finiti.
Dopo la sua morte furono ben quattordici le donne che sostennero in tribunale di aver avuto un figlio da lui; di questi sei saranno riconosciuti come tali.

## Opere
Di seguito viene riportato un elenco parziale delle opere di Gustav Klimt.
- Favola (1883, olio su tela)
- Idillio (1884, olio su tela)
- L'interno del vecchio Burgtheater (1888, guazzo su carta)
- Antichità greca (1890, olio su stucco)
- Amore (1895, olio su tela)
- La Musica I (1895, olio su tela)
- La Scultura (1896, gessetto nero-matita-sfumato-oro)
- La Tragedia (1897, gessetto nero-matita-sfumato-oro)
- Teseo e il Minotauro [seconda versione] (1898, litografia)
- Acqua mossa (1898, olio su tela)
- Ritratto di Sonja Knips (1898, olio su tela)
- Pallade Atena (1898, olio su tela)
- Nuda Veritas (1899, olio su tela)
- Schubert al piano [distrutto nel 1945 nell'incendio del castello di Immendorf] (1899, olio su tela)
- La Filosofia [distrutto nel 1945 nell'incendio del castello di Immendorf] (1899-1907, olio su tela)
- La fattoria delle betulle (1900, olio su tela)
- Giuditta I (1901, olio su tela)
- Pesci d'oro (1901-1902, olio su tela)
- La Medicina [distrutto nel 1945 nell'incendio del castello di Immendorf] (1901-1907, olio su tela)
- Fregio di Beethoven (1902, tecnica mista su intonaco)
- Ritratto di Emilie Louise Flöge (1902, olio su tela)
- Faggeto I (1902, olio su tela)
- Speranza I (1903, olio su tela)
- Giurisprudenza [distrutto nel 1945 nell'incendio del castello di Immendorf] (1903-1907, olio su tela)
- Ritratto di Hermine Gallia (1904, olio su tela)
- Ritratto di Magda Mautner-Markhof, (1904-1905, olio su tela)
- Bisce d'acqua I (1904-1907, tecnica mista su pergamena)
- Bisce d'acqua II (1904-1907, olio su tela)
- Le tre età della donna (1905, olio su tela)
- Ritratto di Margaret Stonborough-Wittgenstein (1905, olio su tela)
- Giardino di campagna con girasoli (1905-1906, olio su tela)
- Fregio per Palazzo Stoclet (1905-1909, tecnica mista su carta)
- Ritratto di Fritza Riedler (1906, olio su tela)
- Ritratto di Adele Bloch-Bauer I (1907, olio su tela)
- L'abbraccio (1905-1909)
- Il bacio (1907-1908, olio su tela)
- Speranza II (1907-1908, olio su tela)
- Danae (1907-1908, olio su tela)
- Morte e Vita (1908-1915, olio su tela)
- Giuditta II (1909, olio su tela)
- Signora con cappello e boa di piume (1909, olio su tela)
- Schloss Kammer sull'Attersee III (1910, olio su tela)
- Ritratto di Adele Bloch-Bauer II  (1912, olio su tela)
- Viale del parco dello Schloss Kammer (1912, olio su tela)
- La vergine (1912, olio su tela)
- Ritratto di Geltrude Mäda Primavesi  (1912-1913 ca., olio su tela)
- Ritratto di Eugenia Primavesi (1913-1914 ca., olio su tela)
- Ritratto di Barbara Flöge (1915, olio su tela)
- Orto con polli [distrutto nel 1945 nell'incendio del castello di Immendorf] (1916, olio su tela)
- Ritratto di Friedericke Maria Beer (1916, olio su tela)
- Ritratto di signora (1916-1917, olio su tela)[16]
- Le Amiche  [distrutto nel 1945 nell'incendio del castello di Immendorf] (1916-1917, olio su tela)
- Ritratto della signorina Lieser (1917, olio su tela)
- Adamo ed Eva (1917-1918, olio su tela)
- La culla (1917-1918, olio su tela)
- Dama con ventaglio (1917-1918, olio su tela)
- Maria Munk (1912, 1916, 1917-1918, oli su tela), tre diverse versioni

## Filmografia
- Documentario - Post-Impressionists: Klimt di Bob Carruthers, Ronald Davis e Dennis Hedlund (2000)
- Lungometraggio - Klimt di Raúl Ruiz (2006)
- Lungometraggio - Woman in gold di Simon Curtis (2015)